# Daniel Solander

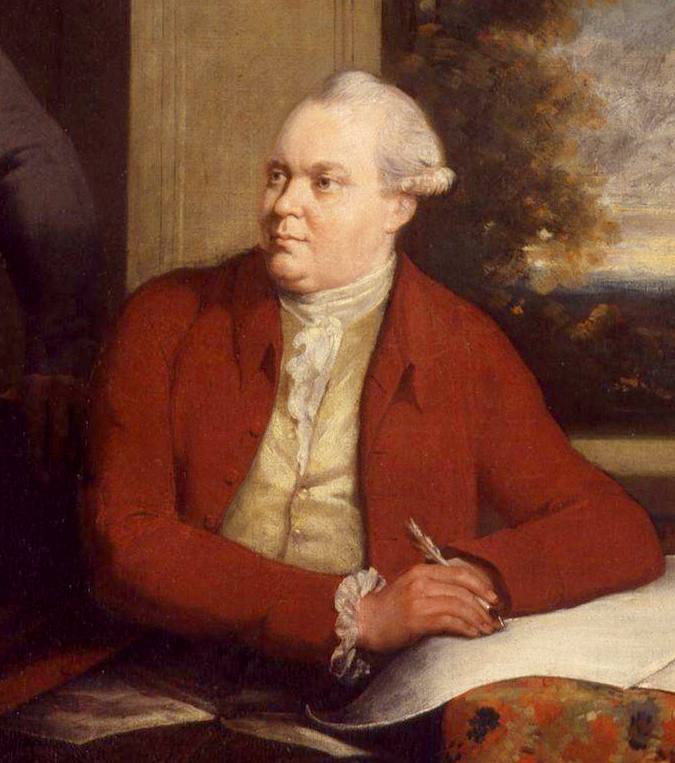
Daniel Solander

Daniel Carlsson Solander (* 19. Februar 1733 in Piteå, Schweden; † 13. Mai 1782 in London) war ein schwedischer Botaniker, der an der ersten Reise von James Cook teilnahm.
Sein offizielles botanisches Autorenkürzel lautet „Sol.“

## Leben und Wirken
Seine Eltern waren der Schuldirektor Carl Solander und dessen Frau Magdalena Bostadia Solander. Daniel Solander war ein Schüler mit guten Noten und schrieb sich mit 17 Jahren an der Universität Uppsala ein, um Botanik bei Carl von Linné zu studieren. 1759 reiste Solander nach England und machte sich dort einen Namen. 1764 wurde er Fellow der Royal Society.
Zusammen mit dem Botaniker Joseph Banks nahm er von 1768 bis 1771 an der ersten Weltumsegelung von James Cook teil. 1772 unternahmen die beiden Botaniker eine Reise nach Island, den Hebriden und den Orkney-Inseln. Im gleichen Jahr wurde er korrespondierendes Mitglied der Académie royale des sciences.
Mit Joseph Banks zusammen beschrieb er Tausende neue Arten von Pflanzen, Tieren und Insekten vor allem aus der Südsee, Australien und Neuseeland.
Solander erfand in London die Solander-Box.

## Ehrungen
Die Pflanzengattung Solandra Sw. aus der Familie der Nachtschattengewächse (Solanaceae) sowie der Solandersturmvogel (Pterodroma solandri) sind nach ihm benannt worden, ebenso wie die am 11. März 1770 entdeckten Solander Islands vor der Südinsel Neuseelands. Georges Cuvier nannte 1832 eine Art der Schlangenmakrelen Australiens Gempylus (heute Rexea) solandri.
Am 19. September 2005 wurde der Asteroid (13788) Dansolander nach ihm benannt.

## Schriften (Auswahl)
- mit Joseph Banks: Illustration of the botany of Captain Cook's voyage round the world in HMS ‚Endeavour‘ in 1768–1771. (postum 1900–1905 erschienen).
- The Natural History of Many Curious and Uncommon Zoophytes, Collected by the late John Ellis. (postum 1786 erschienen).